# Oratorio dei Buonomini di San Martino
L'oratorio dei Buonomini di San Martino è un luogo di culto cattolico del centro di Firenze situata nell'omonima piccola piazza di San Martino, al termine di via de' Magazzini, angolo via Dante Alighieri, posto di fronte alla Torre della Castagna.

## Le origini
Vicino al grande monastero della Badia Fiorentina esisteva una chiesetta fondata probabilmente nel X secolo, chiamata San Martino al Vescovo. Patronata da importanti famiglie della zona come i Donati e gli Alighieri (la Casa di Dante sorge infatti ad appena un isolato), è tradizionalmente il luogo indicato per il matrimonio di Gemma Donati con Dante Alighieri.
Con la crescita demografica e l'espansione urbanistica del basso medioevo fu necessario un riassetto ecclesiastico della città con la soppressione graduale delle piccole parrocchie, compresa San Martino. Questa chiesa si trovava a sinistra dell'attuale oratorio, nell'edificio con grande portone, sebbene originariamente avesse l'altare a oriente e quindi la facciata sul lato opposto, in piazza dei Cimatori.

## La Compagnia dei Buonomini

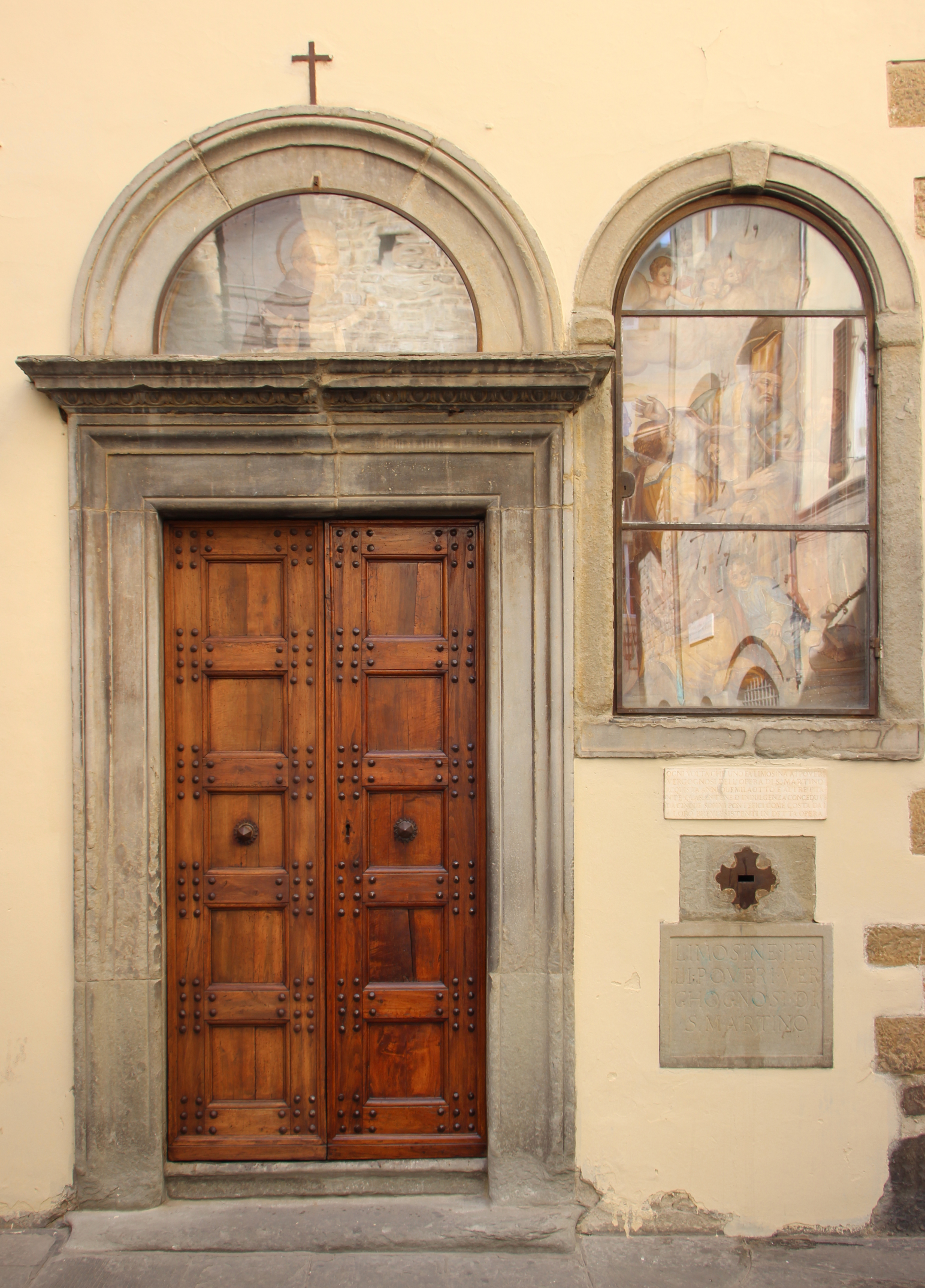
L'entrata, con gli affreschi esterni di San Martino e Sant'Antonino

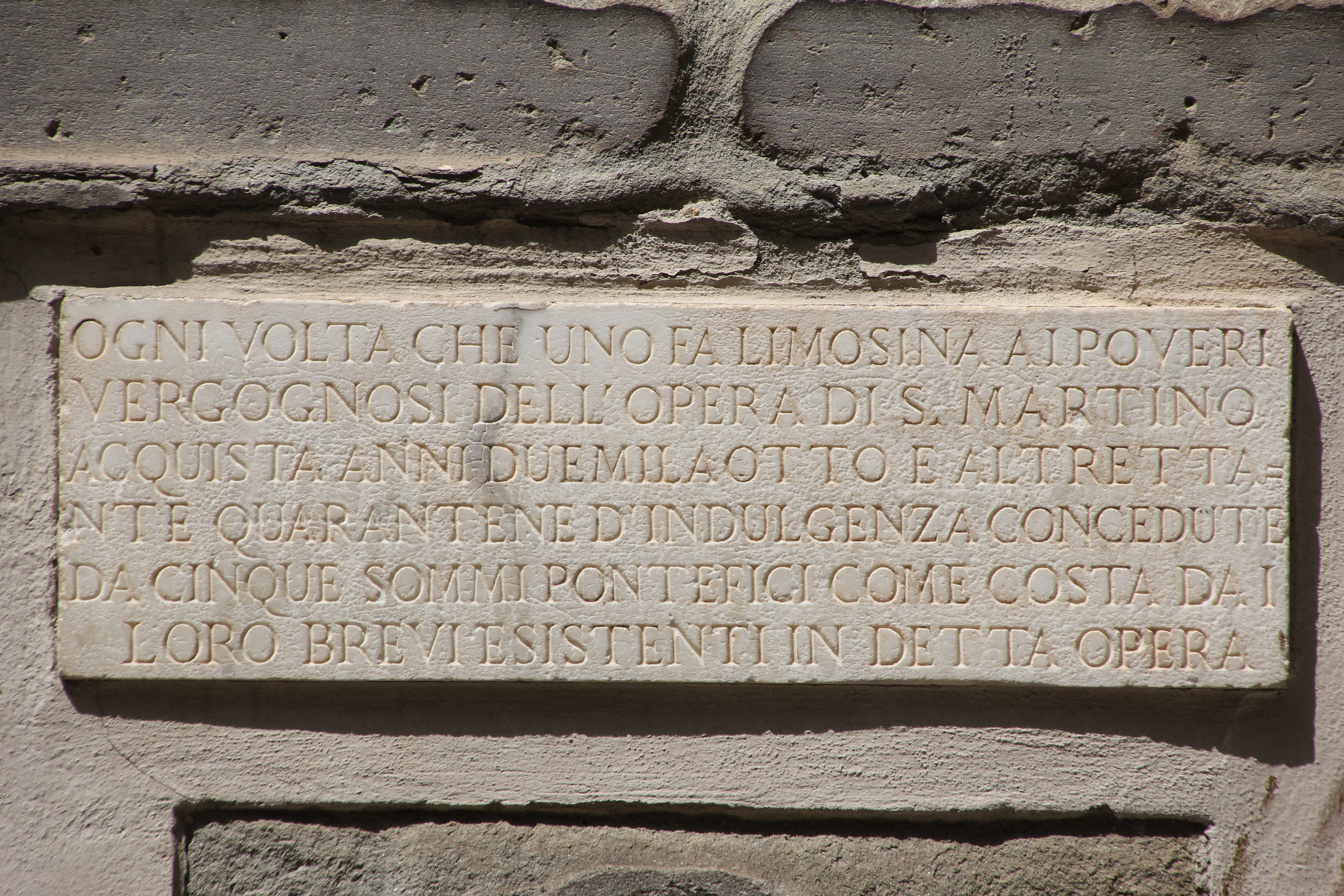

Accanto alla chiesa esiste tuttora un oratorio, affidato ad una compagnia assistenziale fondata dal vescovo sant'Antonino (ritratto sopra la porta), arcivescovo "umanista", nell'ambito del progetto di razionalizzazione degli istituti assistenziali da lui promossa. Se infatti fino ad allora esistevano solo generici spedali o confraternite, dal XV secolo i compiti vennero differenziati fra le strutture specializzate ed attrezzate per lo scopo specifico, come il celebre spedale degli Innocenti, primo orfanotrofio d'Europa.
La Compagnia dei Buonomini di San Martino fu quindi fondata nel 1441 e, composta da dodici uomini scelti nella confraternita della buca di San Girolamo, nata con lo scopo di soccorrere "i poveri verghognosi", ovvero le famiglie benestanti cadute in disgrazia per via delle lotte politiche, di rovesciamenti economici e altro, i quali, per pudore, non chiedevano elemosine pubblicamente. Questi confratelli (i cosiddetti Buonimini) ancora oggi aiutano alacremente tale categoria di bisognosi. All'epoca portavano in genere un manto nero ed una specie di copricapo rosso in testa, come sono ben riconoscibili negli affreschi dell'oratorio, che fu riedificato a partire dal 1479. La serietà della compagnia suscitò il rispetto e l'ammirazione della città, tanto da venire menzionati da papa Eugenio IV come Angeli di Firenze, mentre Savonarola, nel suo breve periodo di governo della città, fece devolvere alla compagnia la notevole cifra di 3.000 fiorini desunti dalla tassa pagata dal clero diocesano alla Repubblica.
Quando i Buonomini hanno estremo bisogno di denaro accendono una candela alla porta d'ingresso, uso da cui è invalso il detto «essere ridotti al lumicino».

## Descrizione

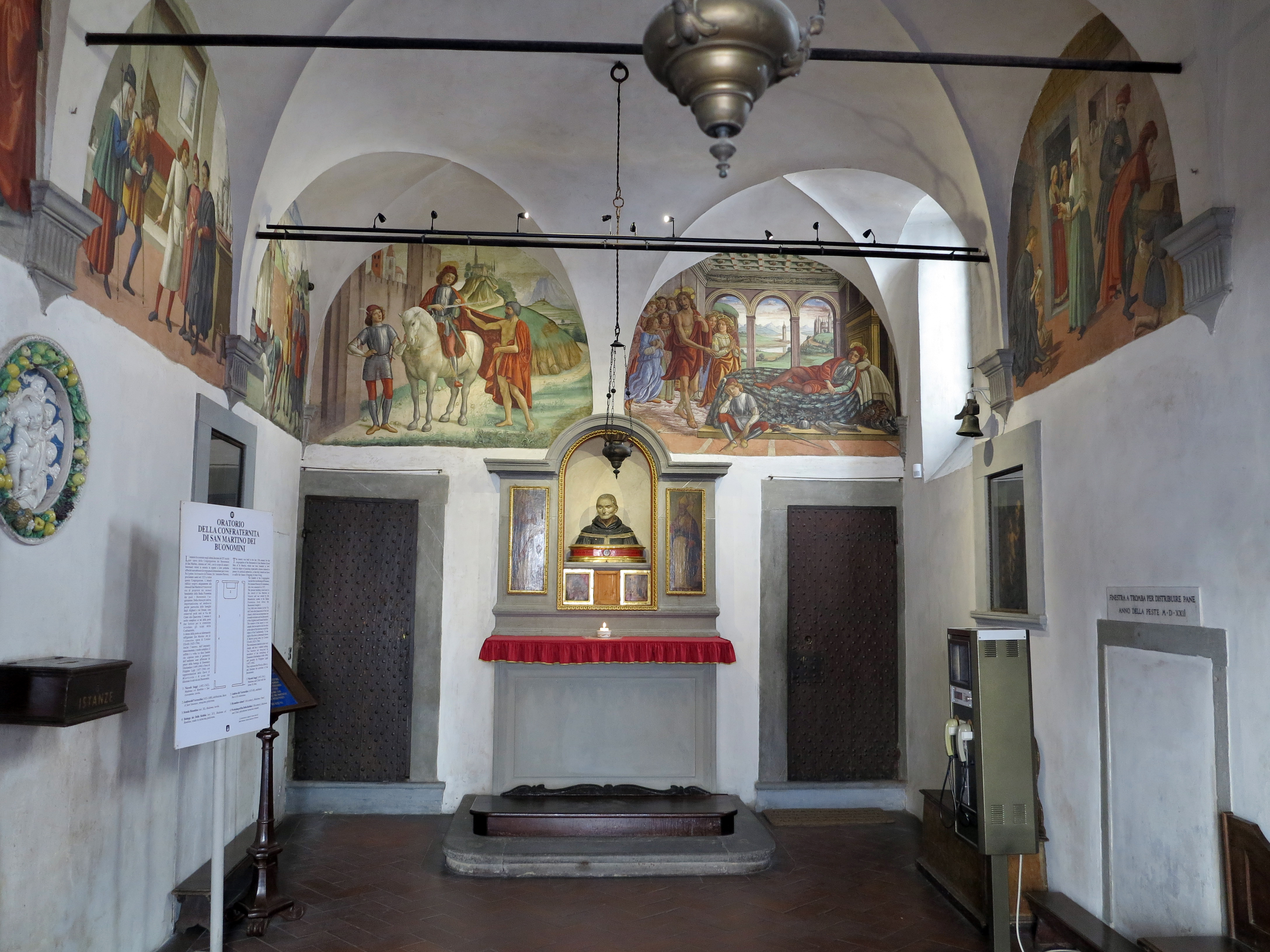
Interno dell'oratorio

Con il riconoscimento dell'opera di assistenza, discreta e concreta, è facile immaginare il sostegno con lasciti e donazioni di ricche famiglie cittadine, che portarono presto al bisogno di decorare degnamente la sede con una serie di affreschi illustrati.
Gli affreschi sono generalmente ascritti a un autore della bottega di Domenico Ghirlandaio, anche se studi recenti paiono indicare come più probabile, tra le tante ipotesi sollevate, il nome di Francesco d'Antonio, un miniaturista che aveva la propria bottega nel quartiere dei cartolai (addetti alla produzione e vendita di libri), situato proprio dirimpetto, attorno alla Badia. Questa attribuzione è anche suffragata dalla minuziosa resa dei dettagli di oggetti e aspetti della vita comune, tipica di chi lavorava sulle preziose pagine miniate. Un altro nome proposto è quello di Bartolomeo di Giovanni, almeno per nove delle dieci lunette, collaboratore di Ghirlandaio nell'Adorazione dei Magi degli Innocenti e in altre opere.
Le dieci lunette raffigurano le Storie di san Martino (le due accanto all'altare, raffiguranti San Martino che cede il mantello ad un povero e il Sogno di san Martino, emblematiche della funzione assistenziale), le Opere di Misericordia e due raffiguranti atti notarili (Inventario e Matrimonio), legate alla vicina e potente Arte dei Giudici e Notai, che aveva la propria sede in via del Proconsolo.
Le lunette hanno un grande interesse sociologico e storico, oltre che artistico, perché ritraggono con fedeltà episodi vita quotidiana della Firenze del Quattrocento: per esempio nella prima a sinistra dopo l'ingresso è raffigurata la Visita agli infermi, dove i buonomini portano un pollo ed un fiasco di vino ad una donna che ha appena partorito; la condizione di (ex) famiglia benestante è rappresentata dal mobilio e dalla presenza di una persona di servitù che prende i doni; inoltre i Buonomini offrono stoffa e filo per vestire il bambino.
Oltre agli affreschi sono presenti un busto di sant'Antonino sull'altare, attribuito al Verrocchio, e una tavola quattrocentesca con una Madonna col Bambino.
Sulla facciata accanto alla porta, un tabernacolo con San Martino che fa l'elemosina ai poveri di Cosimo Ulivelli sovrasta la buca dove si inseriscono le elemosine.

## Galleria d'immagini

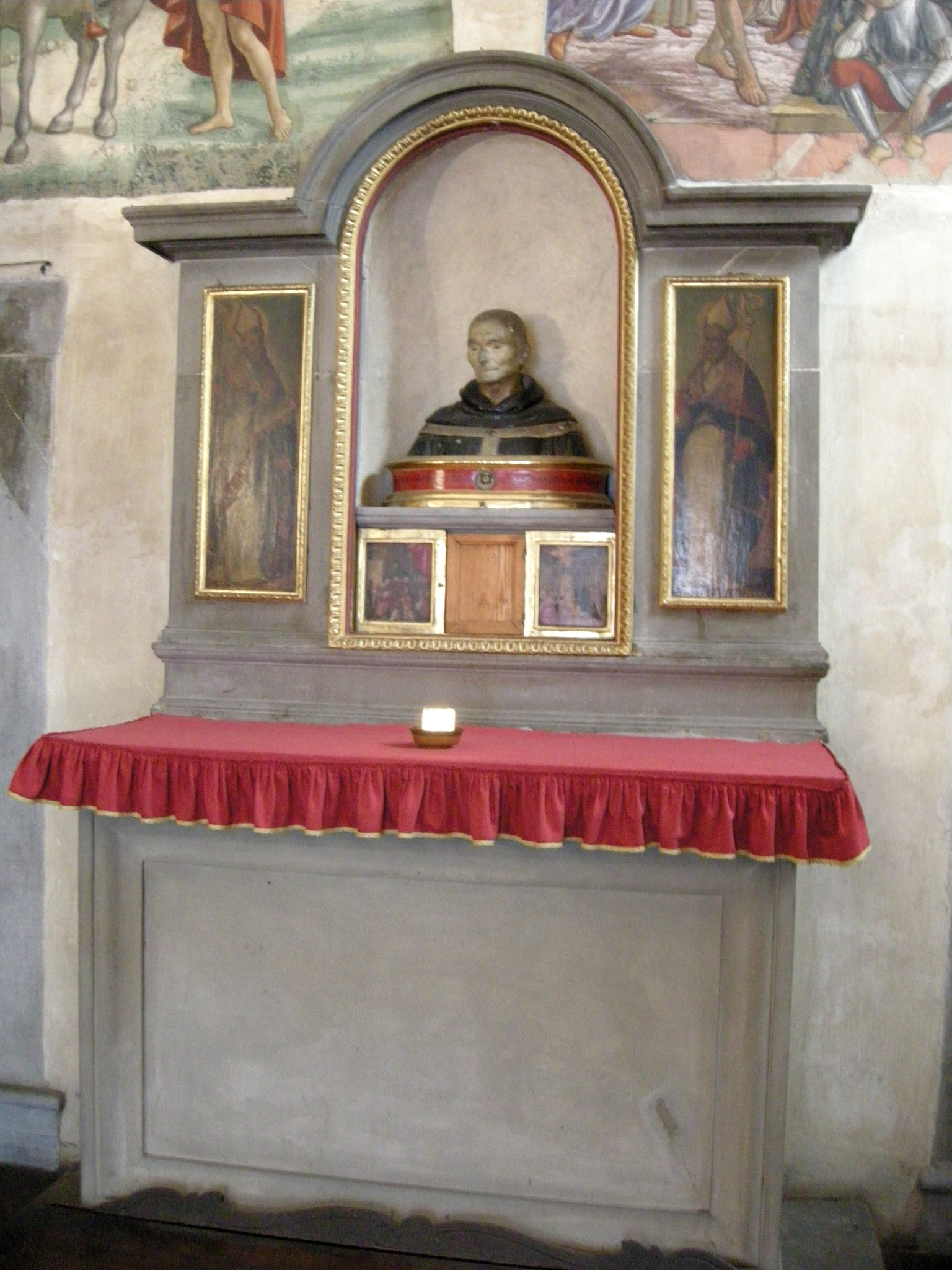
L'altare con il busto di Sant'Antonino
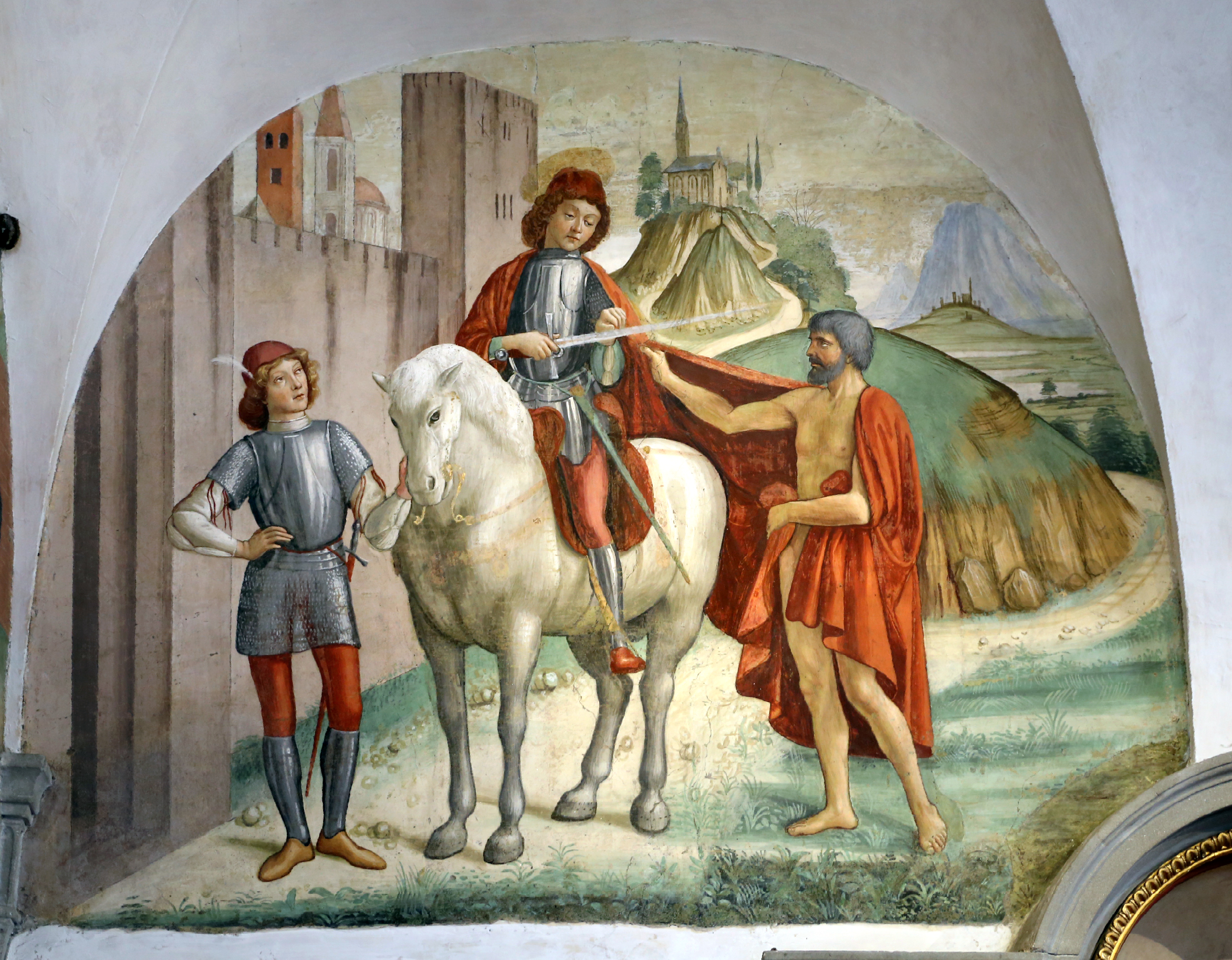
San Martino divide il mantello con un viandante
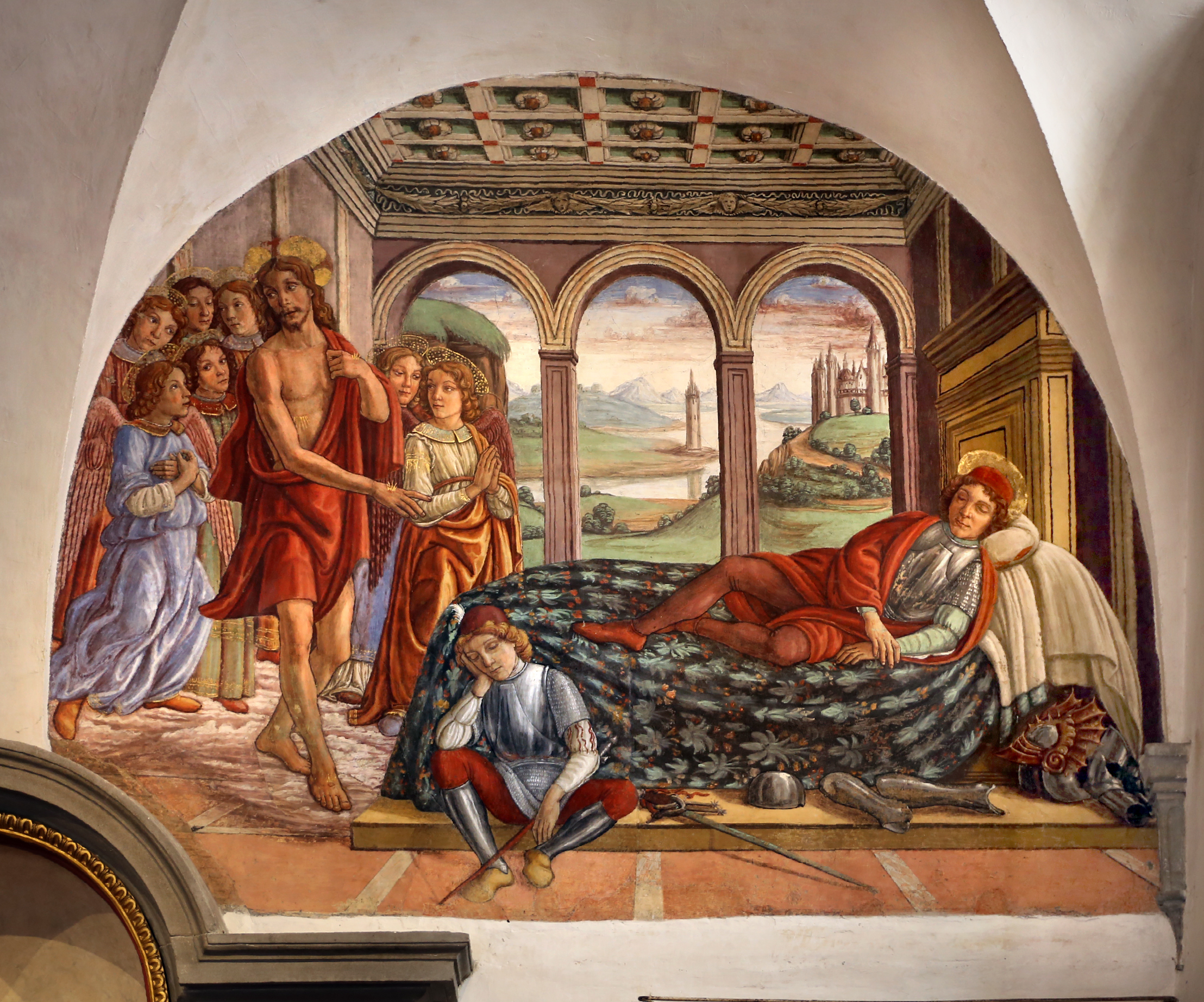
Gesù appare in sogno a San Martino vestito del suo mantello
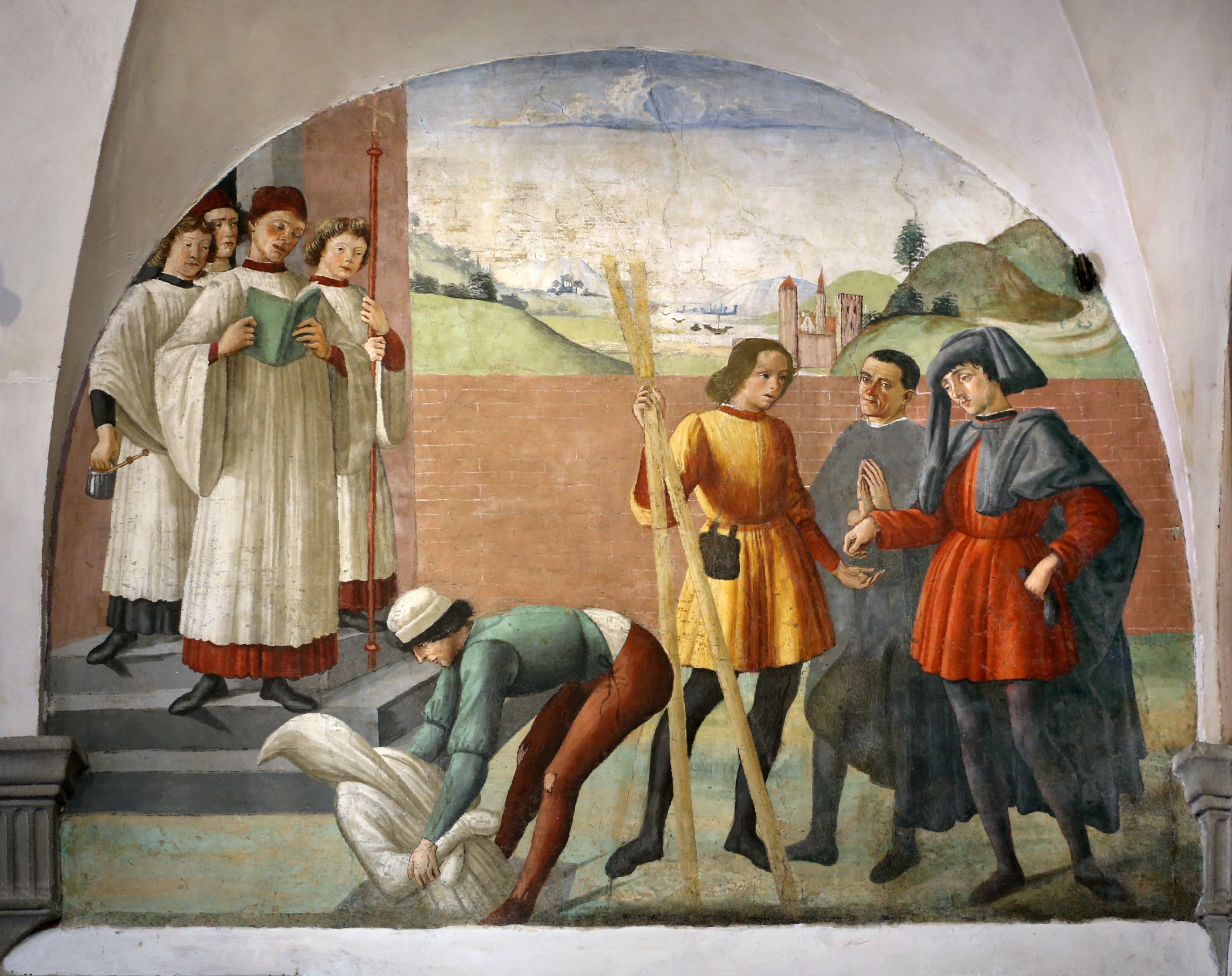
Le opere di misericordia: seppellire i morti
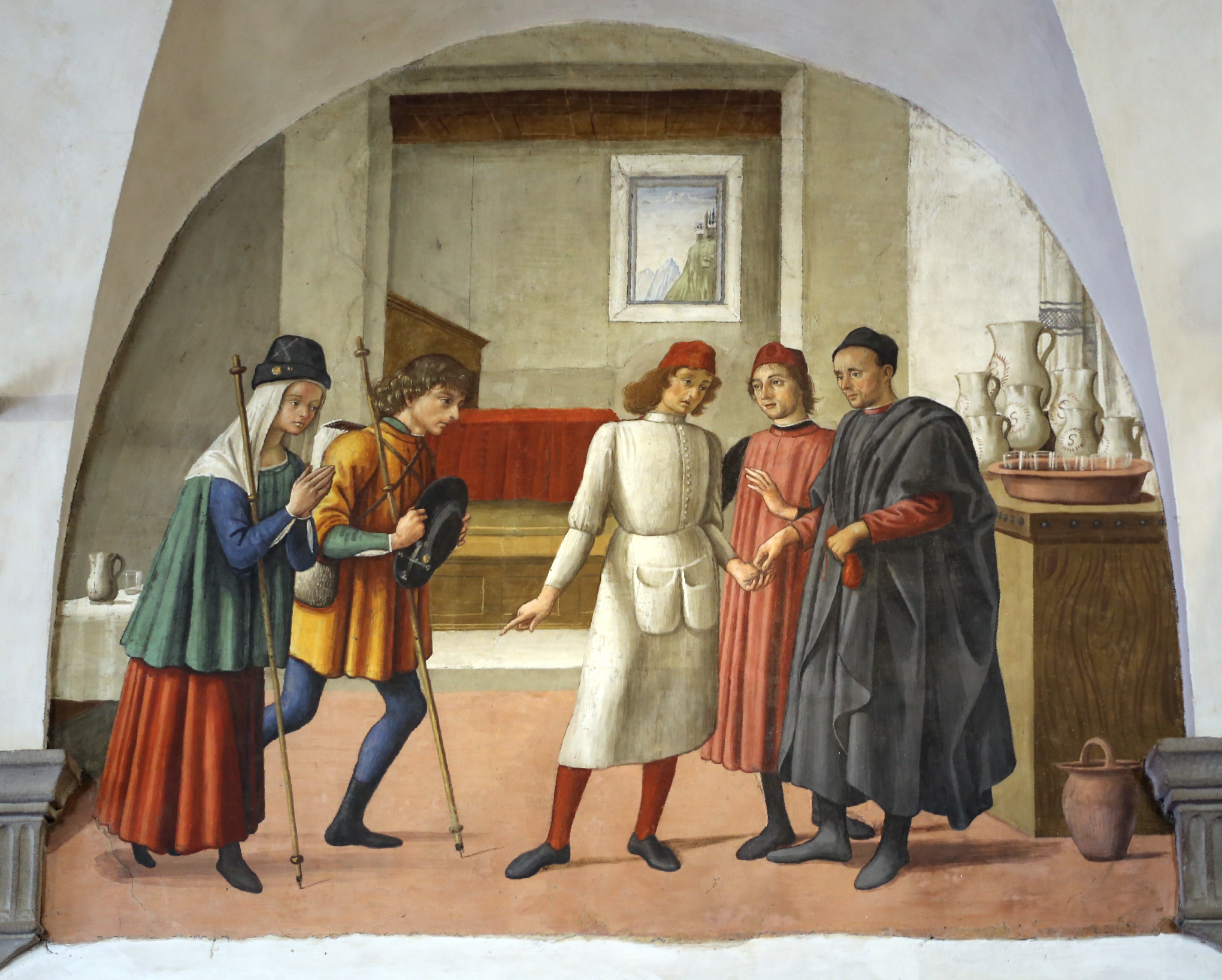
Le opere di misericordia: accogliere i pellegrini
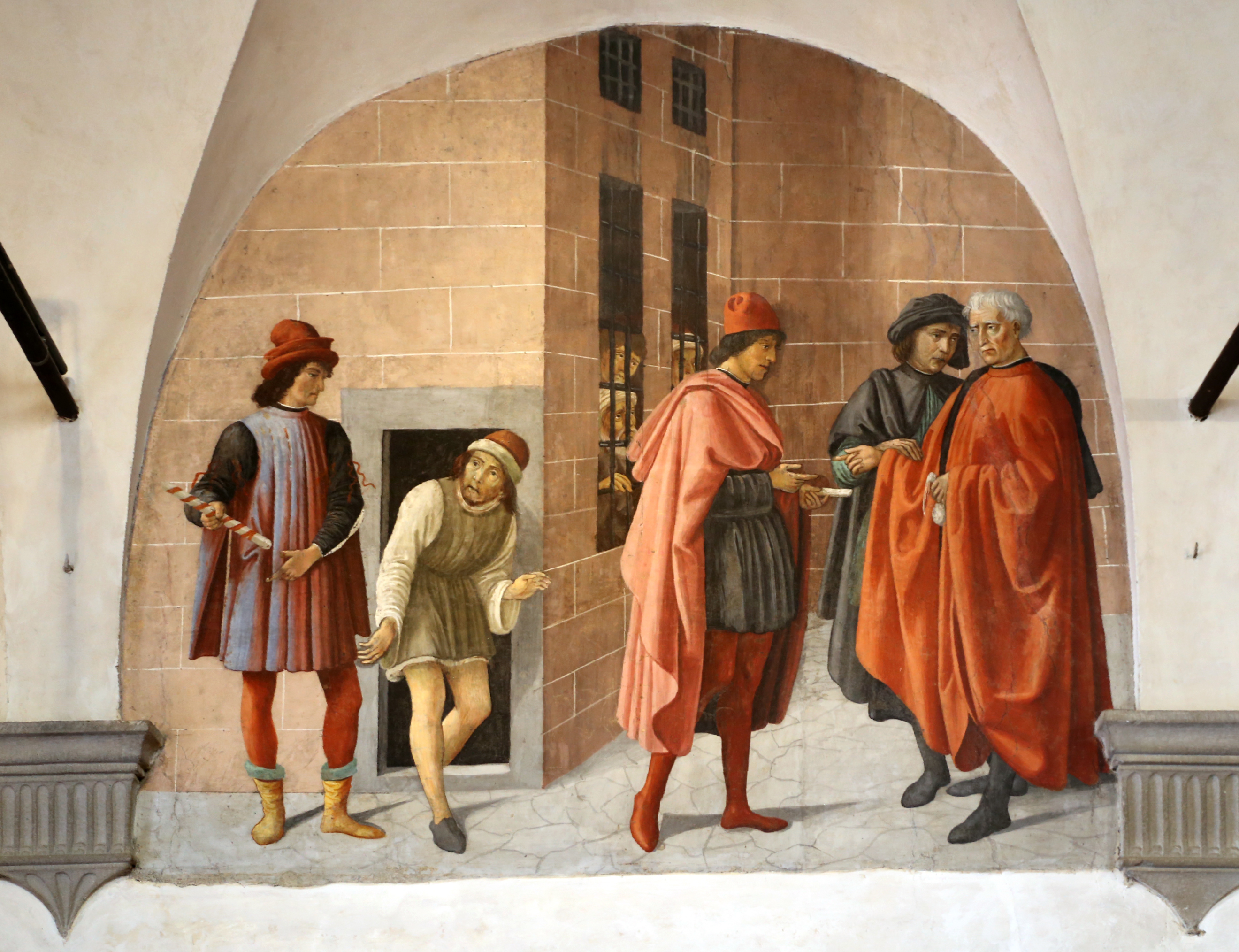
Le opere di misericordia: visitare i carcerati
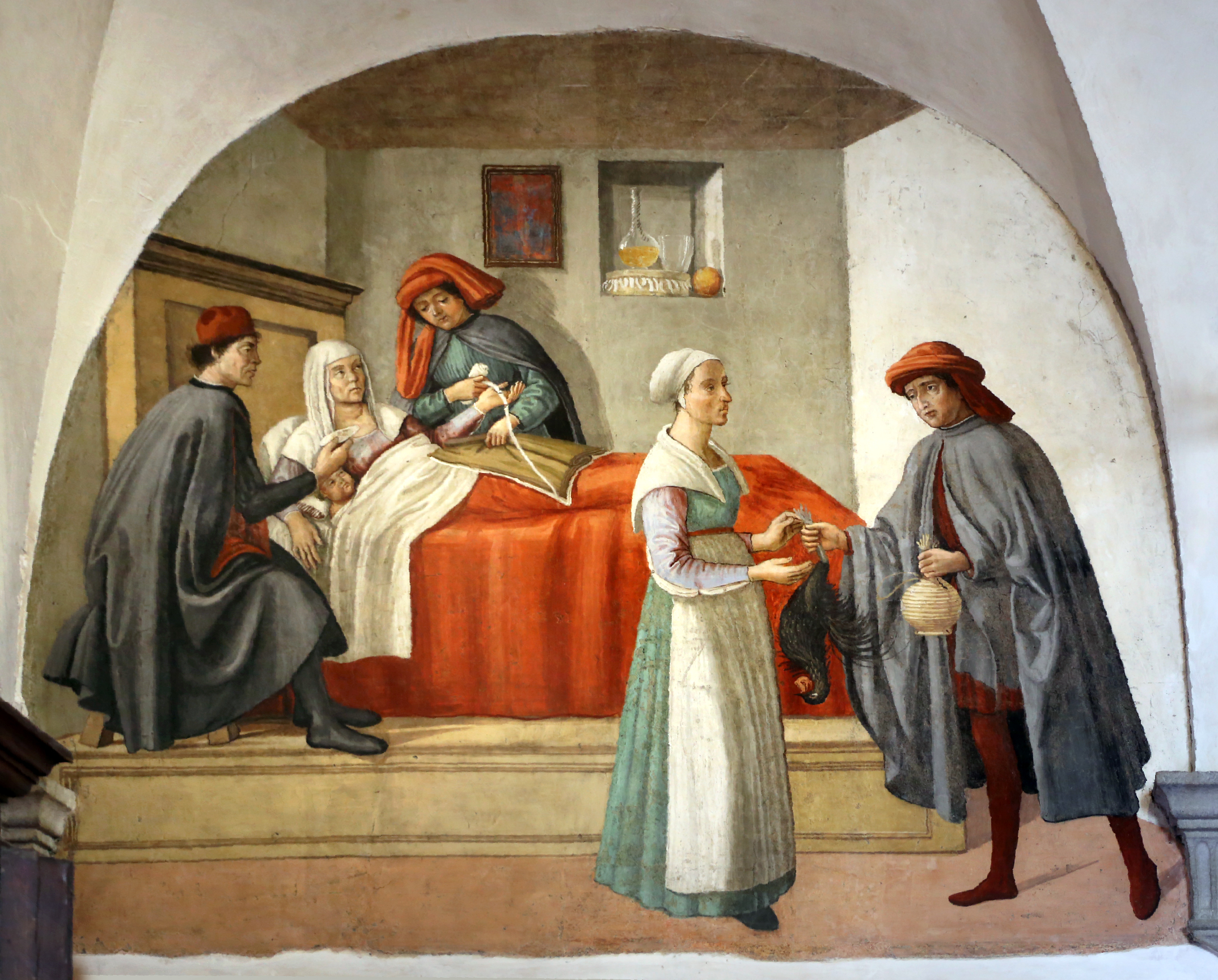
Le opere di misericordia: visitare gli infermi
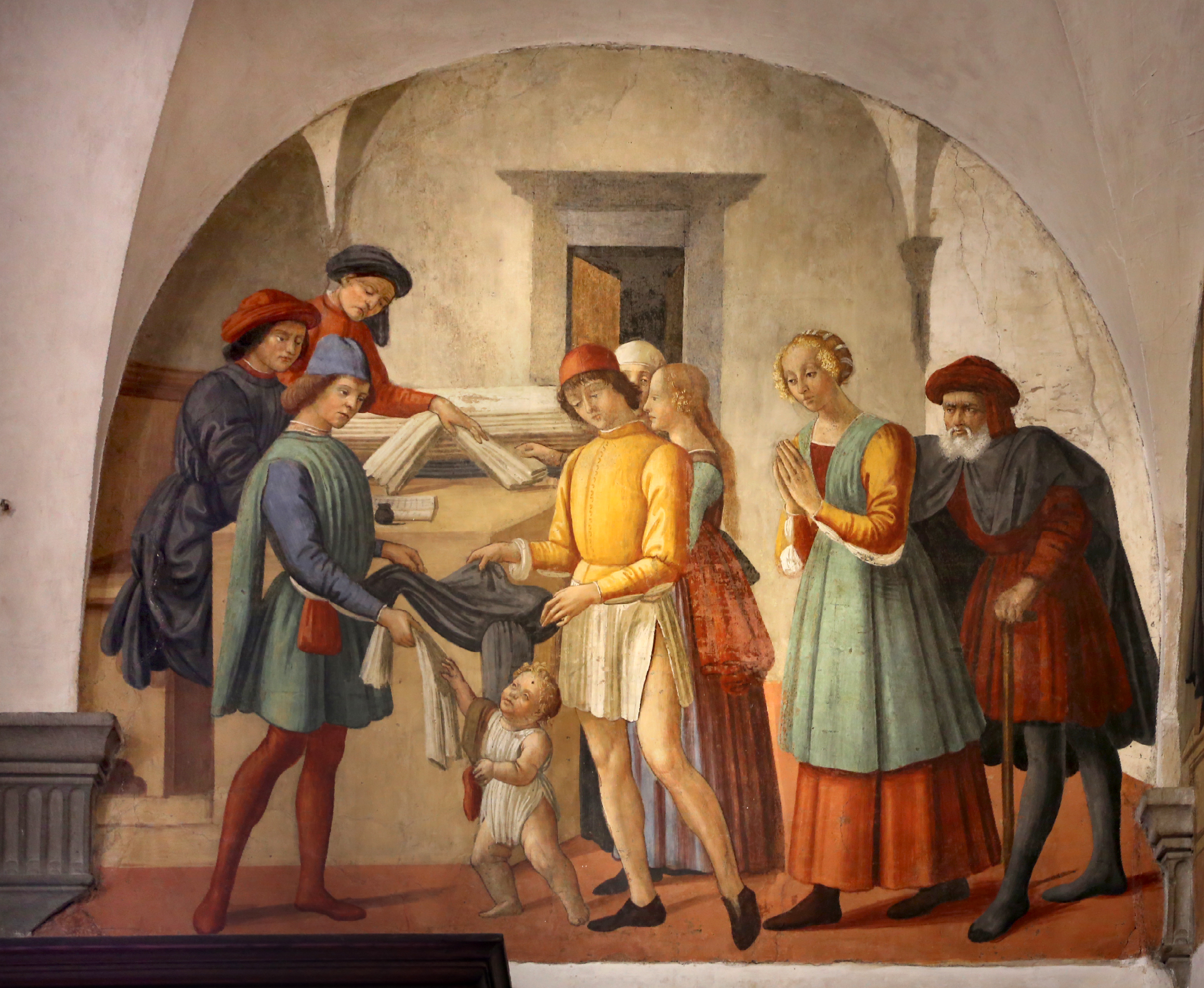
Le opere di misericordia: vestire gli ignudi
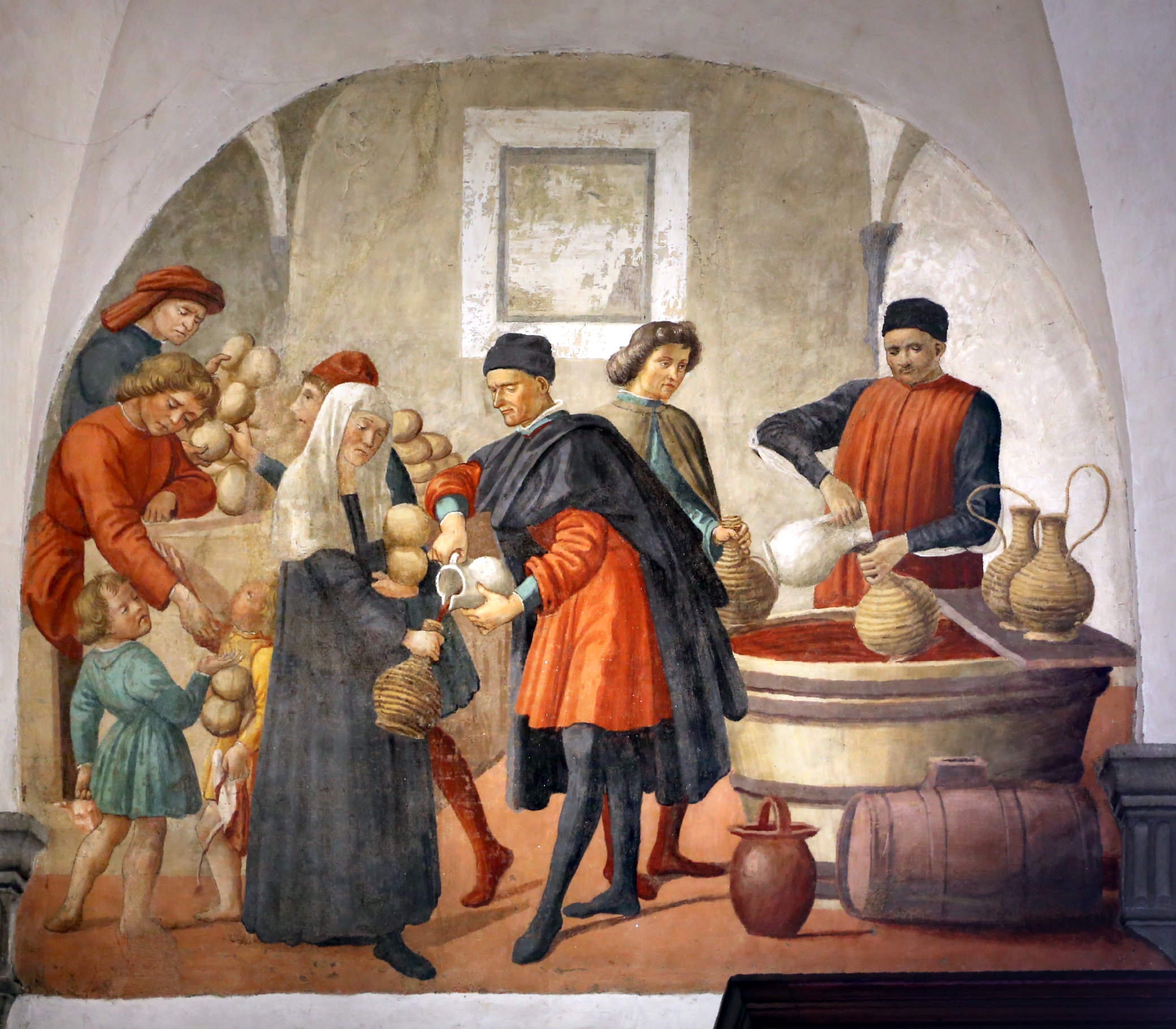
Le opere di misericordia: dar da bere agli assetati
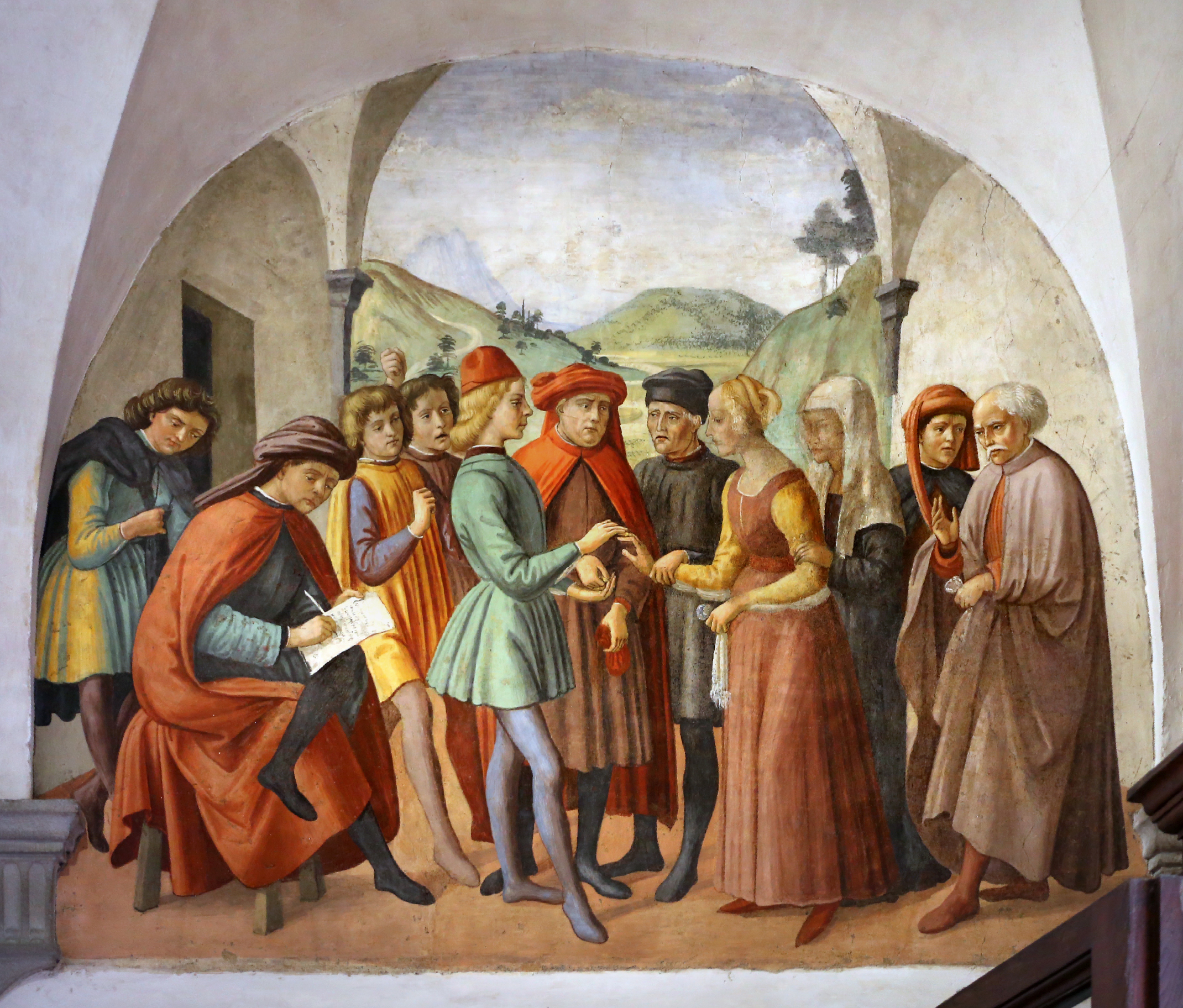
Attività notarili: matrimonio
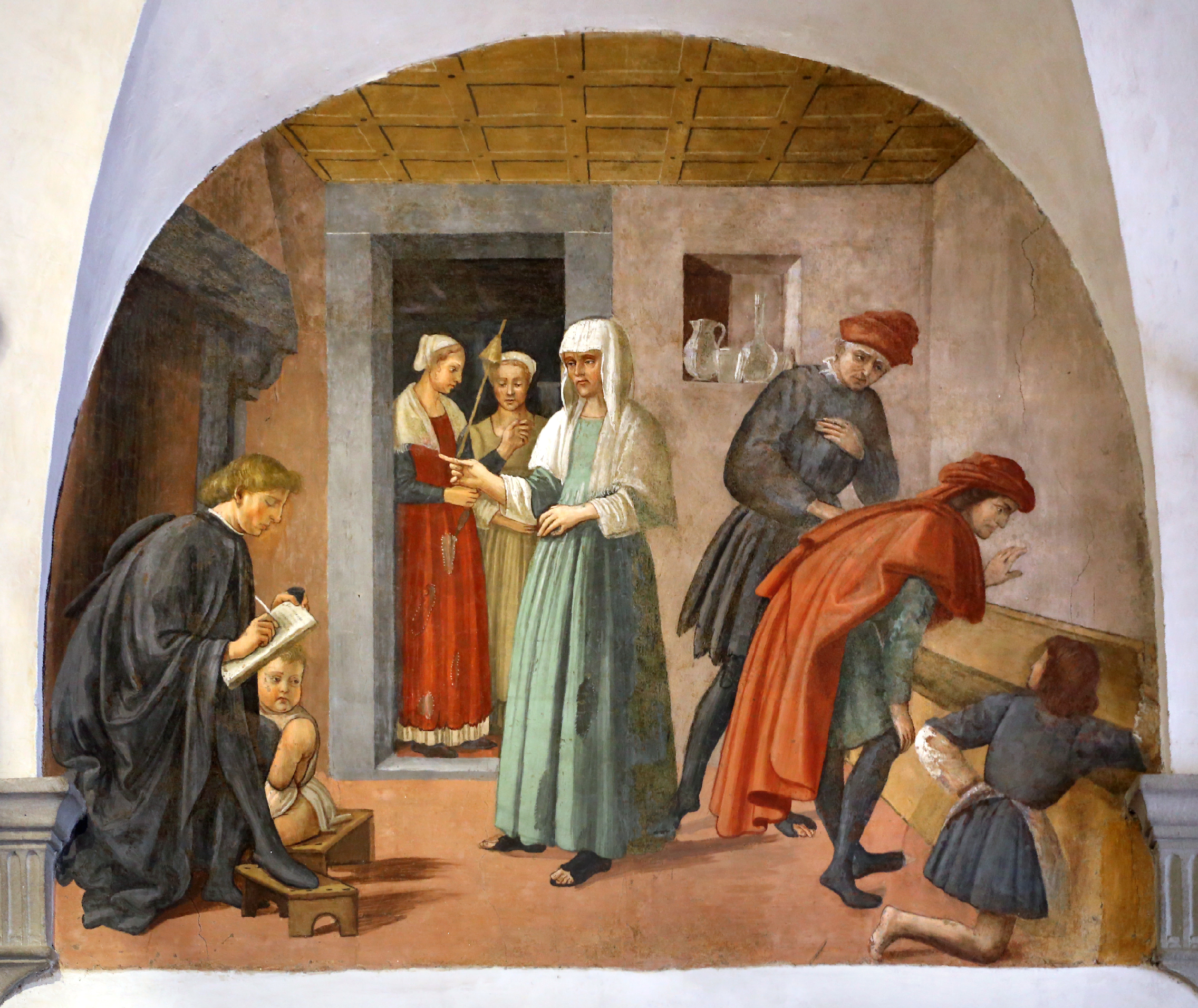
Attività notarili: inventario
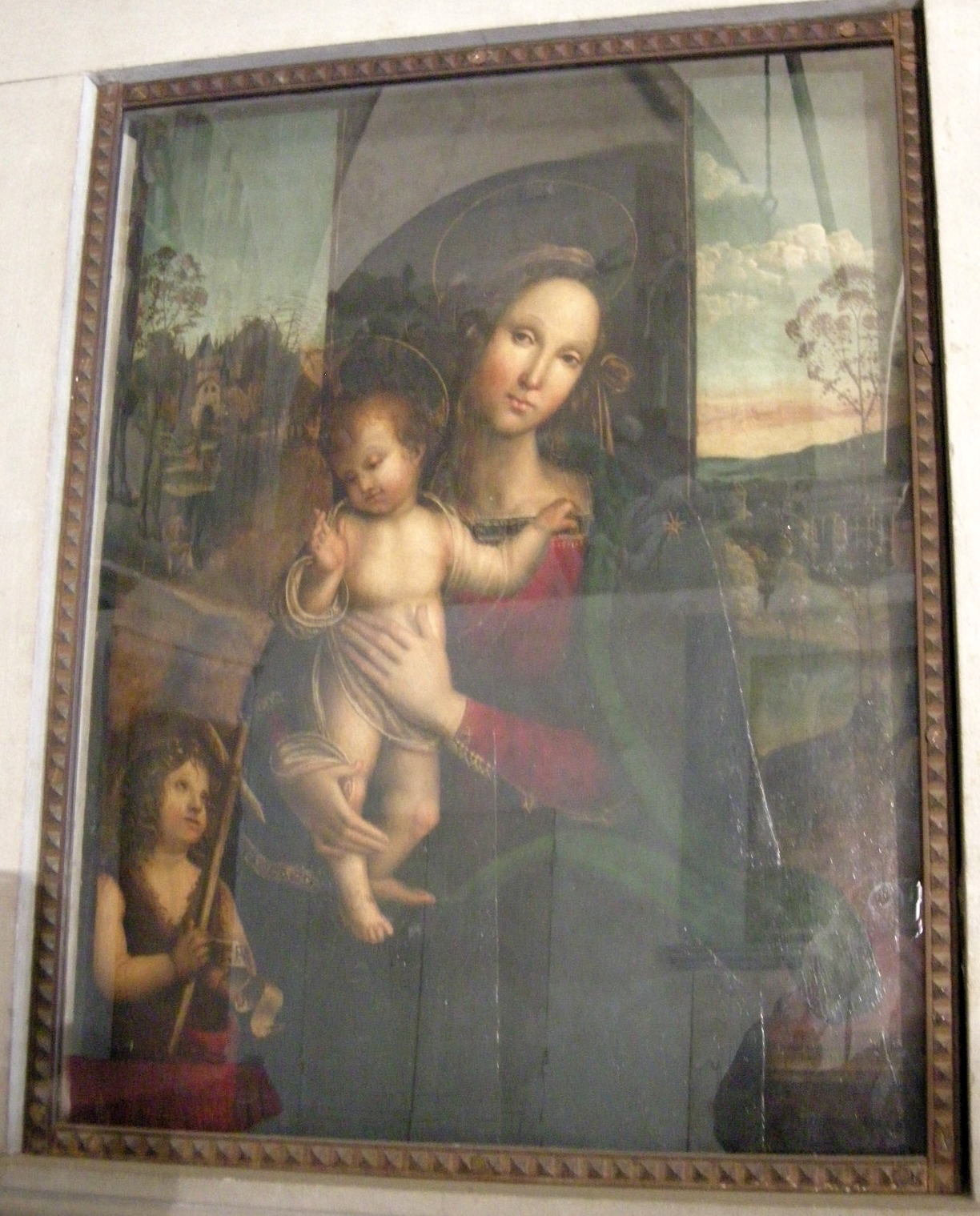
La Madonna col Bambino della scuola del Perugino